# 哈沙图高勒

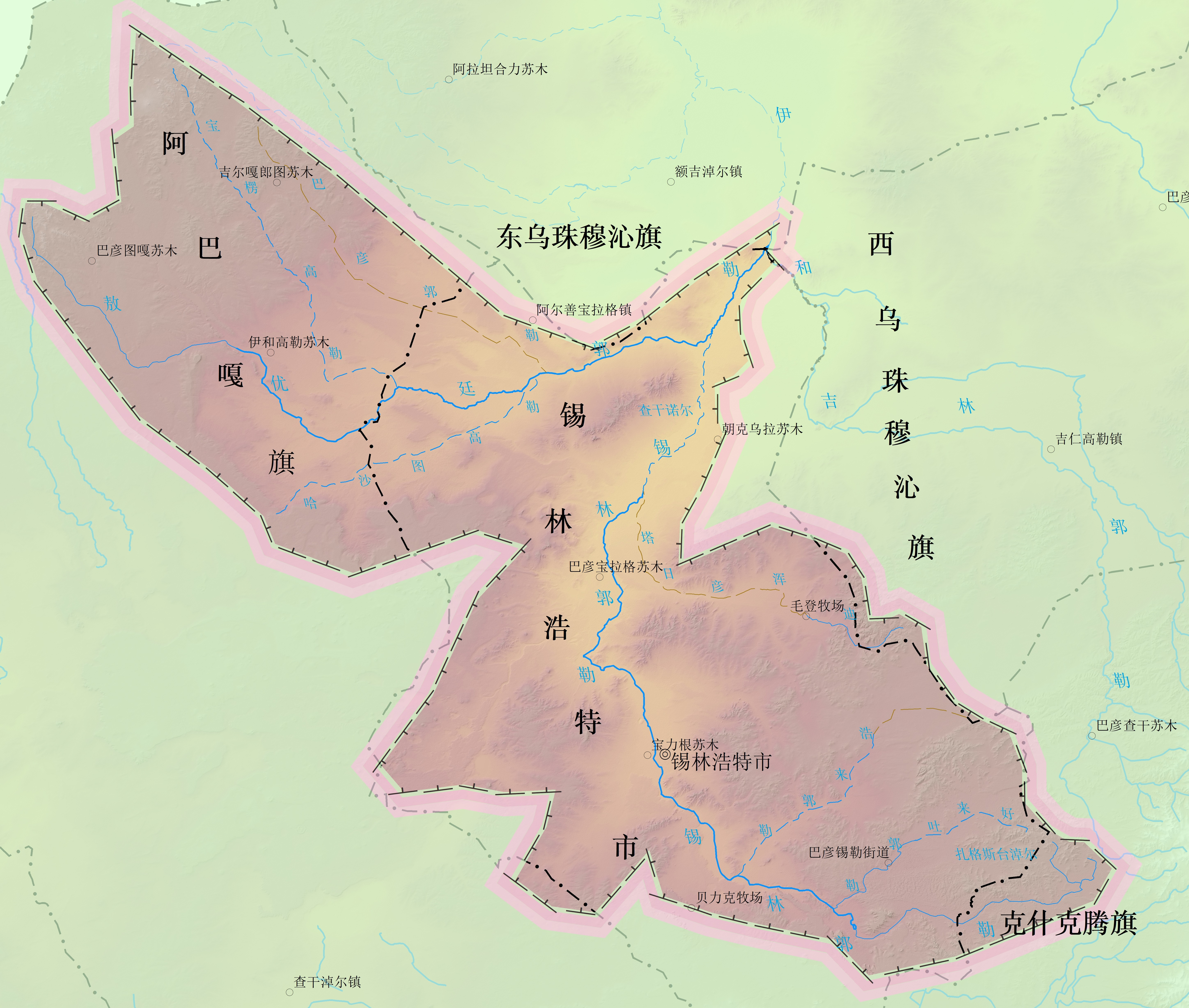
敖优廷郭勒和锡林郭勒河流域示意图

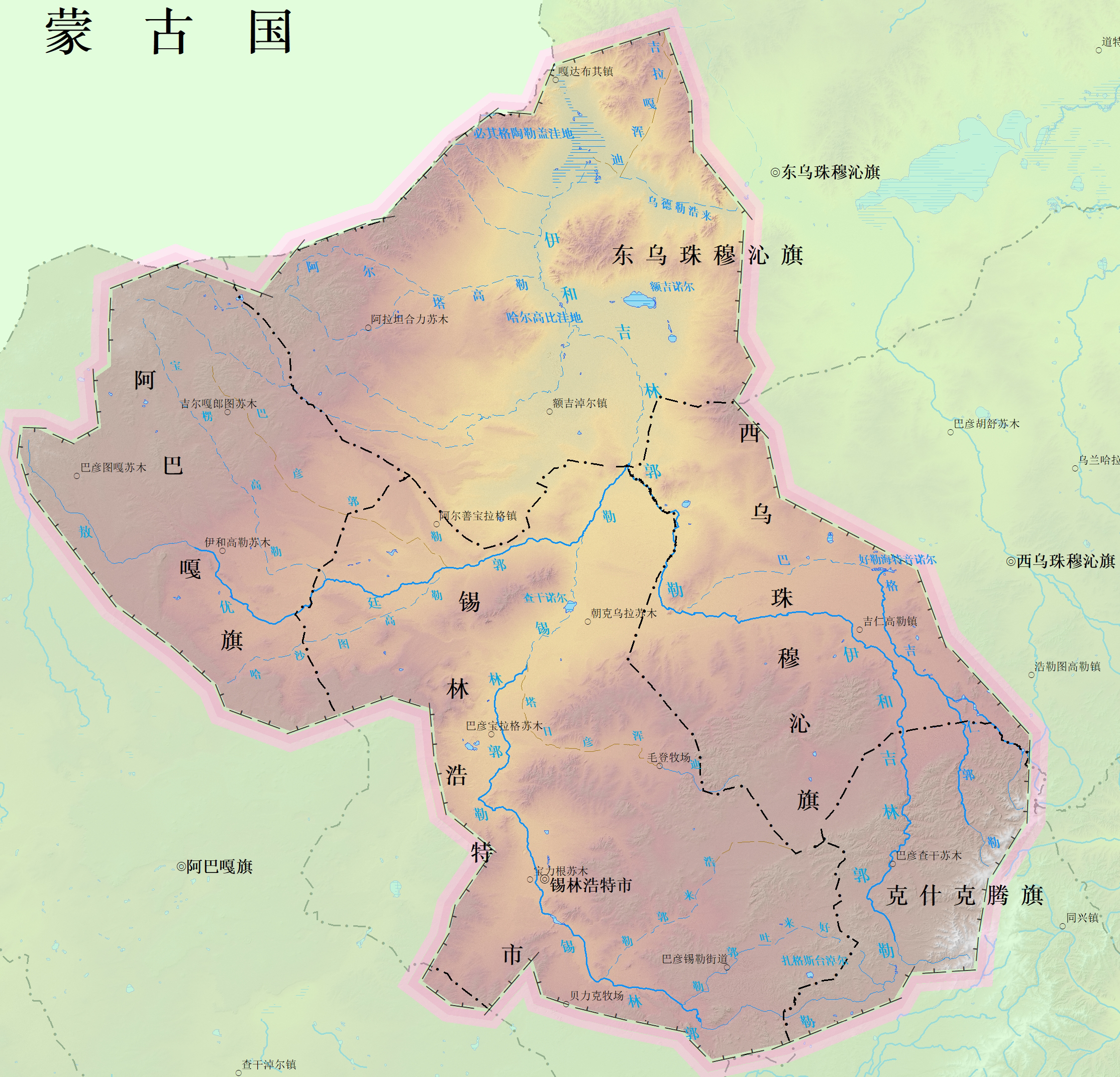
必其格陶勒盖洼地水系伊和吉林郭勒流域示意图，包括了锡林郭勒河、敖优廷郭勒水系。

哈沙图高勒 ，也称哈布其勒高勒，位于中国内蒙古自治区东部地区的一条内陆干河，是敖优廷郭勒右岸支流。发源于锡林郭勒盟阿巴嘎旗东北部伊和高勒苏木哈拉盖图山，蜿蜒向东北流，经锡林浩特市阿尔善宝拉格镇阿尤拉海社区，于新满都拉嘎查东北汇入敖优廷郭勒。河长76.2千米，流域面积1211.87平方千米，河道平均比降为2.01‰。